# Babyblues
 Denne artikel bør gennemlæses af en person med fagkendskab for at sikre den faglige korrekthed.
    → Gælder blandt andet to utilstrækkelige referencer

Babyblues er en tilstand, der kan opstå hos kvinder efter fødslen. Babyblues opstår typisk mellem anden- og fjerdedagen efter kvinden har født. Babyblues bliver betragtet som en normal reaktion efter en fødsel, som forsvinder af sig selv igen. 
De mest almindelige symptomer er svingende humør, gråd og irritabilitet.
Forskning på området anslår at det forekommer hos 50-80% af alle kvinder der har født. Babyblues varer ofte ikke mere end et eller to døgn. De fleste kvinder kommer sig af sig selv. Dog viser nogle studier at der er en højere forekomst af fødselsdepression blandt kvinder som også har haft babyblues. Således er det meningsfuldt at være opmærksom på om tilstanden letter af sig selv. Hjælpsom støtte for kvinden kan være at forsikre hende om, at det hun oplever er normalt og naturligt efter en fødsel og at det går over af sig selv.